# Alphée de Césarée
Pour les articles homonymes, voir Alphée.
Alphée de Césarée ou saint Alphée est un saint chrétien.
Lecteur et exorciste dans l'église de Césarée en Palestine, il subit le martyre dans la première année de la persécution de Dioclétien. 
On l'honore le 17 novembre.

## Source
Cet article comprend des extraits du Dictionnaire Bouillet. Il est possible de supprimer cette indication, si le texte reflète le savoir actuel sur ce thème, si les sources sont citées, s'il satisfait aux exigences linguistiques actuelles et s'il ne contient pas de propos qui vont à l'encontre des règles de neutralité de Wikipédia.